# Problem Fagnana

Trójkąt ortyczny:
wpisane trójkąty:

Problem Fagnana – problem optymalizacyjny postawiony po raz pierwszy przez włoskiego matematyka i duchownego Giovanniego Fagnana w 1775:
Dla danego trójkąta ostrokątnego wyznaczyć trójkąt wpisany o minimalnym obwodzie.
Rozwiązaniem problemu Fagnana jest trójkąt spodkowy (zwany także trójkątem ortycznym), który powstaje z połączenia spodków wysokości danego trójkąta ostrokątnego.
Oryginalny dowód poprawności takiego rozwiązania podany przez Fagnana wykorzystuje metody rachunku różniczkowego oraz wynik pośredni podany przez jego ojca Giulio Carlo de’ Toschi di Fagnana. Później zostały zaprezentowane różne dowody czysto geometryczne, między innymi przez Hermanna Schwarza, Lipóta Fejéra, Hansa Samelsona i Mikołaja Izwolskiego. Dowody geometryczne korzystają z własności odbić symetrycznych do skonstruowania pewnej minimalnej ścieżki reprezentującej obwód. Natomiast Nguyen Minh Ha podał dowód za pomocą iloczynu skalarnego wektorów.